# Bellesa mortal
Bellesa mortal (títol original: Fatal Beauty) és una pel·lícula estatunidenca de Tom Holland, estrenada el 1987 i doblada al català

## Argument
Rita Rizzoli és un agent de policia de la brigada d'estupefaents de Los Angeles, amb grans habilitats per camuflar-se encarregada de seguir la pista d'una cocaïna de mala qualitat (Bellesa mortal), que mata els seus consumidors. Fent el paper d'una prostituta, localitza aviat dos petits brètols que, a força d'homicidis, intenten fer-se un lloc en la púrria local. En principi, la cantant i actriu Cher havia d'interpretar el paper de Rita Rizzoli.

## Repartiment
- Whoopi Goldberg: Rita Rizzoli
- Sam Elliott: Mike Marshak
- Rubén Blades: Carl Jimenez
- Harris Yulin: Conrad Kroll
- John P. Ryan: tinent Kellerman
- Jennifer Warren: 'Cecile Jaeger
- Brad Dourif: Leo Nova
- Charles Hallahan: diputat Getz
- James LeGros: Zack Jaeger
- Mark Pellegrino: Frankenstein